# Ilminster
Ilminster is een civil parish in het bestuurlijke gebied South Somerset, in het Engelse graafschap Somerset. De plaats telt 5808 inwoners.

## Geboren
- Dave Jones (1932-1998), jazz-klarinettist en baritonsaxofonist